# Kyōdai Ken Byclosser
Kyōdai Ken Byclosser (jap. 兄弟拳バイクロッサー Kyōdai Ken Baikurossā; pl. Bratnia Pięść Byclosser) – japoński serial tokusatsu stworzony przez Shōtarō Ishinomoriego. Serial składa się z 38 odcinków, został wyprodukowany przez NTV i był emitowany w Japonii od 10 stycznia do 26 września 1985 roku. Opowiada o dwóch braciach, którzy zostali wybrani do walki ze złem, tym złem jest Doktor Q. Mają do dyspozycji dużo broni i maszyn.

## Bohaterowie

### Byclosser
- Ken Mizuo (jap. 水野 拳 Mizuo Ken) / Byclosser Ken (jap. バイクロッサー・ケン Baikurossā Ken) – starszy, dwudziestoletni brat Ginjirō. Ma zbroję koloru czerwonego. Z dwójki braci jest bardziej inteligentny. Jego broń to miecz, laser, noktowizor i detektor ciepła. Jego pojazdem jest statek powietrzny.
- Ginjirō Mizuo (jap. 水野 銀次郎 Mizuo Ginjirō) / Byclosser Gin (jap. バイクロッサー・ギン Baikurossā Gin) – młodszy brat Kena, ma ok. 17 lat. Z dwójki braci jest silniejszy. Ma zbroję koloru ultramaryny. Jego broń to rękawica miotająca lasery i proca. Ma motor.

### Dester
- Doktor Q (jap. ドクターQ Dokutā Q) – mutant chcący zawładnąć nad światem, używając potworów. Jest przywódcą organizacji przestępczej Dester (jap. デスター Desutā).
- Sylvia (jap. シルビア Shirubia) – prawa ręka Doktora Q.

## Ataki
- Cross Bomber – Gin skacze na ramię Kena i uderza potwora pięścią.
- Pressure Cannon – Ken łapie motocykl brata, używając go jak bazooki.

## Muzyka
Opening
- "Tatakae! Byclosser" (jap. たたかえ! バイクロッサー Tatakae! Baikurossā)

Słowa: Shōtarō Ishimori
Kompozycja: Shunsuke Kikuchi
Aranżacja: Kōji Makaino
Wykonanie: Gentarō Takahashi
Ending
- "Sono na mo kyōdai ken Byclosser" (jap. その名も兄弟拳バイクロッサー Sono na mo kyōdai-ken Baikurossā)

Słowa: Saburō Yatsude
Kompozycja: Shunsuke Kikuchi
Aranżacja: Kōji Makaino
Wykonanie: Gentarō Takahashi
Insert song
- "Ore to omae wa Byclosser" (jap. おれとおまえはバイクロッサー Ore to omae wa baikurossā)

Słowa: Saburō Yatsude
Kompozycja: Kōji Makaino
Aranżacja: Ryō Kawakami
Wykonanie: Makoto Fujiwara
- "Go Go! Ken Roader" (jap. ゴーゴー！ケンローダー Gō Gō! Ken Rōdā)

Słowa: Saburō Yatsude
Kompozycja: Kōji Makaino
Aranżacja: Ryō Kawakami
Wykonanie: Makoto Fujiwara